# طواف أوبسالا 2022
طواف أوبسالا 2022 هو سباق دراجات هوائية، وهو الموسم الرابع من طواف أوبسالا ‏، وأقيم خلال الفترة من 2 أغسطس 2022، وحتى 4 أغسطس 2022 ضمن سباقات سباق الدراجات على الطريق للسيدات 2022، وشارك فيه  42 متسابقاً ووصل إلى نهايته  31 متسابقاً.
فاز بالمركز الأول Nathalie Eklund (cyclist) ‏، وفاز بالمركز الثاني ، وفاز بالمركز الثالث وفي ترتيب النقاط Stine Borgli ‏، وفاز في ترتيب الفرق فريق السويد لركوب الدراجات للسيدات 2022 ‏.

## الفرق
| فرق دراجات قارية سيدات (3)- أيول أوشيه 2022 ‏ - كوب هايتك بوردكتس 2022 ‏ - Ceratizit Pro Cycling ‏ فرق وطنية (3)- فريق فنلندا لركوب الدراجات للسيدات 2022‏ - فريق النرويج لركوب الدراجات للسيدات 2022 ‏ - فريق السويد لركوب الدراجات للسيدات 2022‏ فريق نخبة- Team Rytger powered by Cykeltøj-Online.dk ‏ فريق دراجات هواة سيدات- Stockholm Cykelklubb‏ |  |
| |  |

## المراحل
| قائمة المراحل | قائمة المراحل | قائمة المراحل     | قائمة المراحل | قائمة المراحل | قائمة المراحل              | قائمة المراحل              |
| المرحلة       | التاريخ       | الدورة            |               | المسافة (كم)  | الفائز بالمرحلة            | القائد العام               |
| ------------- | ------------- | ----------------- | ------------- | ------------- | -------------------------- | -------------------------- |
| المرحلة 1     | 2 أغسطس       | أوبسالا – أوبسالا | مرحلة مستوية  | 102٫8         | النرويج                    | النرويج                    |
| المرحلة 2     | 3 أغسطس       | أوبسالا – أوبسالا | مرحلة مستوية  | 136٫1         | حنا نيلسون                 | النرويج                    |
| المرحلة 3     | 4 أغسطس       | أوبسالا – أوبسالا | مرحلة مستوية  | 127           | Nathalie Eklund (cyclist) ‏ | Nathalie Eklund (cyclist) ‏ |

## النتيجة

### مرحلة 1
هي مرحلة مستوية، أقيمت في 2 أغسطس 2022، وامتدّت لمسافة 102.8 كيلومتر. فاز بالمركز الأول، وتصدر ترتيب النقاط والترتيب العام في نهاية المرحلة ، وتصدر ترتيب الفرق كوب هايتك بوردكتس 2022 ‏.
| التصنيف العام          | التصنيف العام                                                         | التصنيف العام                              | التصنيف العام | التصنيف العام |
| المتسابقة              | المتسابقة                                                             | الفريق                                     | الوقت         |               |
| ---------------------- | --------------------------------------------------------------------- | ------------------------------------------ | ------------- | ------------- |
| 1                      | النرويج · قميص برتقالي لمتصدر الترتيب العام · قميص أبيض، تصنيف النقاط | تيم كوب هايتك بوردكتس ‏                     | 2 س 49 د 32 ث |               |
| 2                      | Stine Borgli ‏                                                         | فريق النرويج لركوب الدراجات للسيدات 2022 ‏  | + 4 ث         |               |
| 3                      | Nathalie Eklund (cyclist) ‏                                            | فريق السويد لركوب الدراجات للسيدات 2022 ‏   | + 6 ث         |               |
| 4                      | Ingvild Gåskjenn ‏                                                     | تيم كوب هايتك بوردكتس ‏                     | + 7 ث         |               |
| 5                      | Lara Vieceli ‏                                                         | Ceratizit Pro Cycling ‏                     | + 8 ث         |               |
| 6                      | Nicole Steigenga ‏                                                     | تيم كوب هايتك بوردكتس ‏                     | + 9 ث         |               |
| 7                      | الدنمارك                                                              | Team Rytger powered by Cykeltøj-Online.dk ‏ | + 10 ث        |               |
| 8                      | Ida Sten ‏                                                             | فريق فنلندا لركوب الدراجات للسيدات 2022 ‏   | + 10 ث        |               |
| 9                      | Antonia Gröndahl ‏                                                     | فريق فنلندا لركوب الدراجات للسيدات 2022 ‏   | + 10 ث        |               |
| 10                     | مالين إريكسن ‏                                                         | فريق النرويج لركوب الدراجات للسيدات 2022 ‏  | + 10 ث        |               |
|                        |                                                                       |                                            |               |               |
| مصدر: Cycling Quotient |                                                                       |                                            |               |               |

### مرحلة 2
هي مرحلة مستوية، أقيمت في 3 أغسطس 2022، وامتدّت لمسافة 136.1 كيلومتر. فاز بالمركز الأول حنا نيلسون، وتصدر الترتيب العام في نهاية المرحلة ، وتصدر ترتيب الفرق كوب هايتك بوردكتس 2022 ‏، وتصدر ترتيب النقاط Nathalie Eklund (cyclist) ‏.
| التصنيف العام | التصنيف العام                               | التصنيف العام                              | التصنيف العام | التصنيف العام |
| المتسابقة     | المتسابقة                                   | الفريق                                     | الوقت         |               |
| ------------- | ------------------------------------------- | ------------------------------------------ | ------------- | ------------- |
| 1             | النرويج · قميص برتقالي لمتصدر الترتيب العام | تيم كوب هايتك بوردكتس ‏                     | 6 س 28 د 57 ث |               |
| 2             | Nathalie Eklund (cyclist) ‏                  | فريق السويد لركوب الدراجات للسيدات 2022 ‏   | + 3 ث         |               |
| 3             | حنا نيلسون                                  | Ceratizit Pro Cycling ‏                     | + 3 ث         |               |
| 4             | Stine Borgli ‏                               | فريق النرويج لركوب الدراجات للسيدات 2022 ‏  | + 7 ث         |               |
| 5             | Clara Lundmark ‏                             | فريق السويد لركوب الدراجات للسيدات 2022 ‏   | + 9 ث         |               |
| 6             | Nicole Steigenga ‏                           | تيم كوب هايتك بوردكتس ‏                     | + 9 ث         |               |
| 7             | Ingvild Gåskjenn ‏                           | تيم كوب هايتك بوردكتس ‏                     | + 10 ث        |               |
| 8             | إستونيا                                     | Team Rytger powered by Cykeltøj-Online.dk ‏ | + 10 ث        |               |
| 9             | Lara Vieceli ‏                               | Ceratizit Pro Cycling ‏                     | + 11 ث        |               |
| 10            | الدنمارك                                    | Team Rytger powered by Cykeltøj-Online.dk ‏ | + 13 ث        |               |
|               |                                             |                                            |               |               |
|               |                                             |                                            |               |               |

### مرحلة 3
هي مرحلة مستوية، أقيمت في 4 أغسطس 2022، وامتدّت لمسافة 127 كيلومتر. فاز بالمركز الأول، وتصدر الترتيب العام في نهاية المرحلة Nathalie Eklund (cyclist) ‏.

## المشاركون
| فريق فنلندا لركوب الدراجات للسيدات 2022‏ FIN | فريق فنلندا لركوب الدراجات للسيدات 2022‏ FIN | فريق فنلندا لركوب الدراجات للسيدات 2022‏ FIN |
| ------------------------------------------- | ------------------------------------------- | ------------------------------------------- |
| م                                           | عداء                                        | مرتبة                                       |
| 1                                           | Laura Vainionpää ‏                           | 7                                           |
| 2                                           | Antonia Gröndahl ‏                           | 13                                          |
| 3                                           | Ida Sten ‏                                   | 17                                          |
| 4                                           | Essi Pelto-Arvo‏                             | لم يكمل السباق-3                            |
| 5                                           | Aino Hämäläinen‏                             | 27                                          |
| 6                                           | Ursula Lindén‏                               | لم يكمل السباق-3                            |

| Ceratizit Pro Cycling ‏ WNT | Ceratizit Pro Cycling ‏ WNT | Ceratizit Pro Cycling ‏ WNT |
| -------------------------- | -------------------------- | -------------------------- |
| م                          | عداء                       | مرتبة                      |
| 11                         | حنا نيلسون                 | 5                          |
| 12                         | Lara Vieceli ‏              | 10                         |
| 13                         | Clea Seidel‏                | 22                         |
| 14                         | Lana Eberle ‏               | 20                         |

| Team Rytger powered by Cykeltøj-Online.dk ‏ ___ | Team Rytger powered by Cykeltøj-Online.dk ‏ ___ | Team Rytger powered by Cykeltøj-Online.dk ‏ ___ |
| ---------------------------------------------- | ---------------------------------------------- | ---------------------------------------------- |
| م                                              | عداء                                           | مرتبة                                          |
| 21                                             | DEN                                            | 11                                             |
| 22                                             | EST                                            | لم يكمل السباق-3                               |
| 23                                             | Wilma Aintila ‏                                 | لم يكمل السباق-3                               |
| 24                                             | Victoria Lund ‏                                 | لم يكمل السباق-3                               |
| 25                                             | EST                                            | 8                                              |

| أيول أوشيه ‏ AWO | أيول أوشيه ‏ AWO     | أيول أوشيه ‏ AWO  |
| --------------- | ------------------- | ---------------- |
| م               | عداء                | مرتبة            |
| 31              | Olivia Bent‏         | 14               |
| 32              | Connie Hayes‏        | لم يكمل السباق-3 |
| 33              | Georgia Bullard‏     | لم يكمل السباق-3 |
| 34              | Charlotte Broughton‏ | لم يكمل السباق-2 |
| 35              | Maddie Wadsworth‏    | 19               |
| 36              | Emily Meakin‏        | 16               |

| تيم كوب هايتك بوردكتس ‏ HPU | تيم كوب هايتك بوردكتس ‏ HPU | تيم كوب هايتك بوردكتس ‏ HPU |
| -------------------------- | -------------------------- | -------------------------- |
| م                          | عداء                       | مرتبة                      |
| 41                         | Caroline Andersson ‏        | 12                         |
| 42                         | Ingvild Gåskjenn ‏          | 9                          |
| 43                         | Lena Soland‏                | 31                         |
| 44                         | NOR                        | 2                          |
| 45                         | Nicole Steigenga ‏          | 6                          |
| 46                         | Ane Iversen‏                | 30                         |

| فريق السويد لركوب الدراجات للسيدات 2022‏ SWE | فريق السويد لركوب الدراجات للسيدات 2022‏ SWE | فريق السويد لركوب الدراجات للسيدات 2022‏ SWE |
| ------------------------------------------- | ------------------------------------------- | ------------------------------------------- |
| م                                           | عداء                                        | مرتبة                                       |
| 51                                          | Nathalie Eklund (cyclist) ‏                  | 1                                           |
| 52                                          | Matilda Frantzich ‏                          | لم يكمل السباق-3                            |
| 53                                          | Hanna Johansson (cyclist) ‏                  | 23                                          |
| 54                                          | Tilde Hammarström‏                           | 15                                          |
| 55                                          | Karin Söderqvist ‏                           | 18                                          |
| 56                                          | Clara Lundmark ‏                             | 4                                           |

| فريق النرويج لركوب الدراجات للسيدات 2022 ‏ NOR | فريق النرويج لركوب الدراجات للسيدات 2022 ‏ NOR | فريق النرويج لركوب الدراجات للسيدات 2022 ‏ NOR |
| --------------------------------------------- | --------------------------------------------- | --------------------------------------------- |
| م                                             | عداء                                          | مرتبة                                         |
| 61                                            | Stine Borgli ‏                                 | 3                                             |
| 62                                            | مالين إريكسن ‏ (طريق)                          | لم يكمل السباق-3                              |
| 63                                            | Thrude Karlsen Natholmen ‏                     | لم يكمل السباق-3                              |
| 64                                            | Marie Flataas‏                                 | 25                                            |

| Stockholm Cykelklubb‏ ___ | Stockholm Cykelklubb‏ ___ | Stockholm Cykelklubb‏ ___ |
| ------------------------ | ------------------------ | ------------------------ |
| م                        | عداء                     | مرتبة                    |
| 71                       | Mika Söderström ‏         | 28                       |
| 72                       | Maja Johansson‏           | 29                       |
| 73                       | Liv Eriksson‏             | 26                       |
| 74                       | Klara Hofer-Mattsson‏     | 24                       |
| 75                       | Carin Winell‏             | 21                       |

| فريق فنلندا لركوب الدراجات للسيدات 2022‏ FIN | فريق فنلندا لركوب الدراجات للسيدات 2022‏ FIN | فريق فنلندا لركوب الدراجات للسيدات 2022‏ FIN |
| ------------------------------------------- | ------------------------------------------- | ------------------------------------------- |
| م                                           | عداء                                        | مرتبة                                       |
| 1                                           | Laura Vainionpää ‏                           | 7                                           |
| 2                                           | Antonia Gröndahl ‏                           | 13                                          |
| 3                                           | Ida Sten ‏                                   | 17                                          |
| 4                                           | Essi Pelto-Arvo‏                             | لم يكمل السباق-3                            |
| 5                                           | Aino Hämäläinen‏                             | 27                                          |
| 6                                           | Ursula Lindén‏                               | لم يكمل السباق-3                            |

| Ceratizit Pro Cycling ‏ WNT | Ceratizit Pro Cycling ‏ WNT | Ceratizit Pro Cycling ‏ WNT |
| -------------------------- | -------------------------- | -------------------------- |
| م                          | عداء                       | مرتبة                      |
| 11                         | حنا نيلسون                 | 5                          |
| 12                         | Lara Vieceli ‏              | 10                         |
| 13                         | Clea Seidel‏                | 22                         |
| 14                         | Lana Eberle ‏               | 20                         |

| Team Rytger powered by Cykeltøj-Online.dk ‏ ___ | Team Rytger powered by Cykeltøj-Online.dk ‏ ___ | Team Rytger powered by Cykeltøj-Online.dk ‏ ___ |
| ---------------------------------------------- | ---------------------------------------------- | ---------------------------------------------- |
| م                                              | عداء                                           | مرتبة                                          |
| 21                                             | DEN                                            | 11                                             |
| 22                                             | EST                                            | لم يكمل السباق-3                               |
| 23                                             | Wilma Aintila ‏                                 | لم يكمل السباق-3                               |
| 24                                             | Victoria Lund ‏                                 | لم يكمل السباق-3                               |
| 25                                             | EST                                            | 8                                              |

| أيول أوشيه ‏ AWO | أيول أوشيه ‏ AWO     | أيول أوشيه ‏ AWO  |
| --------------- | ------------------- | ---------------- |
| م               | عداء                | مرتبة            |
| 31              | Olivia Bent‏         | 14               |
| 32              | Connie Hayes‏        | لم يكمل السباق-3 |
| 33              | Georgia Bullard‏     | لم يكمل السباق-3 |
| 34              | Charlotte Broughton‏ | لم يكمل السباق-2 |
| 35              | Maddie Wadsworth‏    | 19               |
| 36              | Emily Meakin‏        | 16               |

| تيم كوب هايتك بوردكتس ‏ HPU | تيم كوب هايتك بوردكتس ‏ HPU | تيم كوب هايتك بوردكتس ‏ HPU |
| -------------------------- | -------------------------- | -------------------------- |
| م                          | عداء                       | مرتبة                      |
| 41                         | Caroline Andersson ‏        | 12                         |
| 42                         | Ingvild Gåskjenn ‏          | 9                          |
| 43                         | Lena Soland‏                | 31                         |
| 44                         | NOR                        | 2                          |
| 45                         | Nicole Steigenga ‏          | 6                          |
| 46                         | Ane Iversen‏                | 30                         |

| فريق السويد لركوب الدراجات للسيدات 2022‏ SWE | فريق السويد لركوب الدراجات للسيدات 2022‏ SWE | فريق السويد لركوب الدراجات للسيدات 2022‏ SWE |
| ------------------------------------------- | ------------------------------------------- | ------------------------------------------- |
| م                                           | عداء                                        | مرتبة                                       |
| 51                                          | Nathalie Eklund (cyclist) ‏                  | 1                                           |
| 52                                          | Matilda Frantzich ‏                          | لم يكمل السباق-3                            |
| 53                                          | Hanna Johansson (cyclist) ‏                  | 23                                          |
| 54                                          | Tilde Hammarström‏                           | 15                                          |
| 55                                          | Karin Söderqvist ‏                           | 18                                          |
| 56                                          | Clara Lundmark ‏                             | 4                                           |

| فريق النرويج لركوب الدراجات للسيدات 2022 ‏ NOR | فريق النرويج لركوب الدراجات للسيدات 2022 ‏ NOR | فريق النرويج لركوب الدراجات للسيدات 2022 ‏ NOR |
| --------------------------------------------- | --------------------------------------------- | --------------------------------------------- |
| م                                             | عداء                                          | مرتبة                                         |
| 61                                            | Stine Borgli ‏                                 | 3                                             |
| 62                                            | مالين إريكسن ‏ (طريق)                          | لم يكمل السباق-3                              |
| 63                                            | Thrude Karlsen Natholmen ‏                     | لم يكمل السباق-3                              |
| 64                                            | Marie Flataas‏                                 | 25                                            |

| Stockholm Cykelklubb‏ ___ | Stockholm Cykelklubb‏ ___ | Stockholm Cykelklubb‏ ___ |
| ------------------------ | ------------------------ | ------------------------ |
| م                        | عداء                     | مرتبة                    |
| 71                       | Mika Söderström ‏         | 28                       |
| 72                       | Maja Johansson‏           | 29                       |
| 73                       | Liv Eriksson‏             | 26                       |
| 74                       | Klara Hofer-Mattsson‏     | 24                       |
| 75                       | Carin Winell‏             | 21                       |

## التصنيف العام النهائي
| التصنيف العام | التصنيف العام              | التصنيف العام                              | التصنيف العام | التصنيف العام |
| المتسابقة     | المتسابقة                  | الفريق                                     | الوقت         |               |
| ------------- | -------------------------- | ------------------------------------------ | ------------- | ------------- |
| 1             | Nathalie Eklund (cyclist) ‏ | فريق السويد لركوب الدراجات للسيدات 2022 ‏   | 8 س 42 د 28 ث |               |
| 2             | النرويج                    | تيم كوب هايتك بوردكتس ‏                     | + 4 ث         |               |
| 3             | Stine Borgli ‏              | فريق النرويج لركوب الدراجات للسيدات 2022 ‏  | + 9 ث         |               |
| 4             | Clara Lundmark ‏            | فريق السويد لركوب الدراجات للسيدات 2022 ‏   | + 10 ث        |               |
| 5             | حنا نيلسون                 | Ceratizit Pro Cycling ‏                     | + 10 ث        |               |
| 6             | Nicole Steigenga ‏          | تيم كوب هايتك بوردكتس ‏                     | + 12 ث        |               |
| 7             | Laura Vainionpää ‏          | فريق فنلندا لركوب الدراجات للسيدات 2022 ‏   | + 16 ث        |               |
| 8             | إستونيا                    | Team Rytger powered by Cykeltøj-Online.dk ‏ | + 17 ث        |               |
| 9             | Ingvild Gåskjenn ‏          | تيم كوب هايتك بوردكتس ‏                     | + 17 ث        |               |
| 10            | Lara Vieceli ‏              | Ceratizit Pro Cycling ‏                     | + 18 ث        |               |
|               |                            |                                            |               |               |
|               |                            |                                            |               |               |

### تصنيف النقاط
| تصنيف النقاط | تصنيف النقاط               | تصنيف النقاط                               | تصنيف النقاط | تصنيف النقاط |
| المتسابقة    | المتسابقة                  | الفريق                                     | النقاط       |              |
| ------------ | -------------------------- | ------------------------------------------ | ------------ | ------------ |
| 1            | Stine Borgli ‏              | فريق النرويج لركوب الدراجات للسيدات 2022 ‏  | 29 نقطة      |              |
| 2            | Nathalie Eklund (cyclist) ‏ | فريق السويد لركوب الدراجات للسيدات 2022 ‏   | 27 نقطة      |              |
| 3            | النرويج                    | تيم كوب هايتك بوردكتس ‏                     | 25 نقطة      |              |
| 4            | Lara Vieceli ‏              | Ceratizit Pro Cycling ‏                     | 22 نقطة      |              |
| 5            | Nicole Steigenga ‏          | تيم كوب هايتك بوردكتس ‏                     | 19 نقطة      |              |
| 6            | Clara Lundmark ‏            | فريق السويد لركوب الدراجات للسيدات 2022 ‏   | 17 نقطة      |              |
| 7            | Ida Sten ‏                  | فريق فنلندا لركوب الدراجات للسيدات 2022 ‏   | 11 نقطة      |              |
| 8            | الدنمارك                   | Team Rytger powered by Cykeltøj-Online.dk ‏ | 11 نقطة      |              |
| 9            | حنا نيلسون                 | Ceratizit Pro Cycling ‏                     | 10 نقطة      |              |
| 10           | Laura Vainionpää ‏          | فريق فنلندا لركوب الدراجات للسيدات 2022 ‏   | 8 نقطة       |              |
|              |                            |                                            |              |              |
|              |                            |                                            |              |              |

## تصنيف الفرق

### الفرق حسب الوقت
| تصنيف الفرق حسب الوقت | تصنيف الفرق حسب الوقت                    | تصنيف الفرق حسب الوقت | تصنيف الفرق حسب الوقت |
| الفريق                | الفريق                                   | الوقت                 |                       |
| --------------------- | ---------------------------------------- | --------------------- | --------------------- |
| 1                     | فريق السويد لركوب الدراجات للسيدات 2022 ‏ | 26 س 08 د 24 ث        |                       |
| 2                     | كوب هايتك بوردكتس 2022 ‏                  | + 0 ث                 |                       |
| 3                     | فريق فنلندا لركوب الدراجات للسيدات 2022 ‏ | + 24 ث                |                       |
|                       |                                          |                       |                       |
|                       |                                          |                       |                       |

## وصلات خارجية
- الموقع الرسمي